# RSC Animo
RSC Animo was een Nederlandse handbalvereniging uit Rijswijk (Zuid-Holland). De afkorting van RSC Animo staat voor Rijswijkse Sport Club. De herenkant van Animo speelde sinds het seizoen 2002/03 in de eredivisie. Dit was ook het enige handbalseizoen dat de club speelde op het hoogste niveau van Nederland.
RSC Animo gaf in 2007 aan dat de club stopt met zijn bestaan per 3 juni van dat jaar.